# Кустипарнес
Кустипарнес (арм. Քուստիփառնես)— гавар провинции Арцах Великой Армении. На сегодняшний день территория исторического Кустипарнеса находится в границах Азербайджанской Республики − на юге Кедабекского района.

## География
Гавар Кустипарнес находится на северо-западе провинции Арцах. На юге и юго-западе Кустипарнес граничит с гаваром Сотк провинции Сюник, на северо-западе и севере − с гаваром Гардман провинции Утик, на востоке − с гаваром с гаваром Кохт провинции Арцах.
В разные исторические периоды Кустипарнес либо входил в состав гавара Гардман, либо был отдельной административной единицей.
На территории Кустипарнеса находится Гардманская крепость. Центр − город Парисос.
На юго-западе гавара находятся Парисосские ворота (арм. Դրունք Փառիսոսի) − проход через Севанский хребет из Сотка в Кустипарнес.
По территории Кустипарнеса протекает река Гардман.